# Döschnitz
Döschnitz település Németországban, azon belül Türingiában. Lakosainak száma 216 fő (2023. december 31.).

## Népesség
A település népességének változása:
| Lakosok száma | 250  | 243  | 242  | 223  | 217  | 216  |
|               | 2014 | 2017 | 2019 | 2021 | 2022 | 2023 |